# 美味關係 (台灣電視劇)
《美味關係》（英語：Sweet Relationship）是一部台灣電視劇，全劇共20集，改編自日本漫畫家槙村的同名漫畫作品《美味關係》，由瞿友寧執導，周渝民、侯佩岑、柯有綸及賴雅妍領銜主演。該劇於2006年5月開拍，2007年1月殺青，並於同年9月16日起，每週日晚間在華視首播，八大綜合台則自9月22日起於隔週六晚間播出，日本的BS日本等電視台也有陸續播出。
以高畫質拍攝播送，且受行政院新聞局台灣優質高畫質電視節目補助。

## 劇情簡介
百惠的父親突然離世，公司負債纍纍，生活瞬間天翻地覆。沒有了依靠的百惠掉入了殘忍的現實生活之中，原本單純天真的她，迫於現實不得不勇敢成長。某天在大雨中，她誤闖進溫馨的「LITTLE BEAR」餐廳，喝到一碗讓她想起父親的黃金湯，決定留下來從頭學習料理，朝一個主廚之路邁進。
就算順利留下來，面對冷酷又要求嚴格的主廚方織田，她的學習之路困難重重，屢遭挫敗，百惠該如何因應、才能學會他的功夫，增加自己的實力？在一小小的廚房裡共事，「冷酷師傅」織田表面冷峻，其實內心藏有過去傷痕，對料理極具熱情。隨著「天兵弟子」百惠的不懈努力與真誠逐漸融化織田心防，兩人在相處中激盪出不同火花。另一方面，富家子弟齊藤與甜美廚藝老師林慧貞的加入，也讓餐廳內的情感關係更為複雜。
每一道菜餚，都是人生的寫照，每一次合作，都是重新學會信任與感動的過程。這是一段關於料理、夢想與愛情交織而成的溫暖旅程。

## 演員陣容

### 主要角色
| 演員            | 角色   | 漫畫原名   | 關係／暱稱 | 集數 |
| 周渝民          | 方織田 | 織田圭二   | 天才廚師，對料理有與生俱來的才華，「黃金湯」是他的招牌料理，這道看似樸實簡單、但卻蘊含豐厚味道的料理，也是他堅持廚藝品質的頂級表現；然而卻因為主管與自己的理念不合，離開專業的法式高級餐廳，來到Little Bear，選擇在家庭料理式的地方當小主廚，自己把關每道料理的呈現。 因為小時候被父母遺棄在南特森林餐廳的背景，而導致個性孤僻、冷漠，不容易親近，但其實是將熱情都隱藏式的投注在自己的料理中，而百惠對人的熱誠與對料理的執著也漸漸瓦解了他的偽裝。 | 全劇 |
| 陳顥偉 （少年） | 方織田 | 織田圭二   | 天才廚師，對料理有與生俱來的才華，「黃金湯」是他的招牌料理，這道看似樸實簡單、但卻蘊含豐厚味道的料理，也是他堅持廚藝品質的頂級表現；然而卻因為主管與自己的理念不合，離開專業的法式高級餐廳，來到Little Bear，選擇在家庭料理式的地方當小主廚，自己把關每道料理的呈現。 因為小時候被父母遺棄在南特森林餐廳的背景，而導致個性孤僻、冷漠，不容易親近，但其實是將熱情都隱藏式的投注在自己的料理中，而百惠對人的熱誠與對料理的執著也漸漸瓦解了他的偽裝。 | 7    |
| 王岳棠 （幼年） | 方織田 | 織田圭二   | 天才廚師，對料理有與生俱來的才華，「黃金湯」是他的招牌料理，這道看似樸實簡單、但卻蘊含豐厚味道的料理，也是他堅持廚藝品質的頂級表現；然而卻因為主管與自己的理念不合，離開專業的法式高級餐廳，來到Little Bear，選擇在家庭料理式的地方當小主廚，自己把關每道料理的呈現。 因為小時候被父母遺棄在南特森林餐廳的背景，而導致個性孤僻、冷漠，不容易親近，但其實是將熱情都隱藏式的投注在自己的料理中，而百惠對人的熱誠與對料理的執著也漸漸瓦解了他的偽裝。 | 3    |
| 侯佩岑          | 常百惠 | 藤原百惠   | 自小生長在富裕家庭，遍嚐美食，雖然沒有其他專長能力，卻擁有一副靈敏的舌頭與味覺的敏感度，天真樂觀下也帶點小迷糊。 遭逢家庭驟變之餘，因為來到Little Bear、嚐到織田的黃金湯，感受到記憶中爸爸的味道，因而想留下這個能喚起自己幸福記憶的地方工作，並立志成為一個能用美食料理來溫暖人心的廚師，自許能帶給所有人幸福。 被織田師傅大小聲斥責之餘，也漸漸因織田那在廚房工作時專注的神情與俐落的身手而心生愛慕......                                        | 全劇 |
| 柯有綸          | 何馬揚 | 木村大地   | 綽號河馬，Little Bear的二廚，個性木訥溫和，對料理充滿熱情，但對自己的手藝沒信心，所以不願繼承家業，甘於當個二廚在外磨練學習，並求織田收自己為徒。 鍾情於百惠，百惠剛到Little Bear時常在一旁默默守護她，後來也和百惠成為彼此打氣的好朋友。 | 全劇 |
| 賴雅妍          | 任可欣 | 今村可奈子 | 外表高雅靈慧，腦筋聰明，工作上是能力高超的餐廳企劃，應對得宜，但在感情上卻沒有自信，充滿不安全感。 父親是南特森林餐廳的老闆，也因此從小就認識了織田。後來因為父親外遇離家，母親生病，自家餐廳遭遇生意危機，常來到Little Bear找織田，央求織田到南特森林當主廚幫忙。因為壓力過重，一方面失去味覺，一方面也開始在織田身上希望找到愛情的慰藉。 | 全劇 |

### 其他角色
| 演員                  | 角色                | 漫畫原名 | 關係／暱稱 | 集數                   |
| 紀培慧                | 成薔                | 森由美   | Little Bear老闆的女兒，綽號小強。中性打扮的小女孩，在Little Bear擔任外場服務員的工作，常勇敢表達出自己的想法！ | 1-11,13-20             |
| 朱德剛                | 成家俊              | 森完二   | Little Bear的老闆，是個脾氣溫和的好好先生，沒有遠大的夢想，但是對員工很好，每當織田責罵百惠時，是幫百惠說話的那方。 | 1-11,13-20             |
| 比莉                  | 金刀婆婆 （方金花） | 織田千代 | 是高橋與織田的廚藝師父，收養織田長大，是料理界不出世的高人。外表個性大剌剌，言語也刻薄挑剔，但內心卻有著對食物的固執與細膩。由於身邊都是男弟子，對於百惠，較會透露溫柔，忍不住多關心，甚至雞婆的想把織田和百惠湊成對。 | 3,5-9,12-16,18-20      |
| 鄧九雲                | 陸川琳              | 井上琳子 | 神川企業千金小姐，溫柔婉約。與高橋是才子佳人的搭配，但因為自家父親的固執，最後只能順著父親的意願。 | 1-4,8-10               |
| 張永智                | 賴高橋              | 高橋薰   | 跟織田是師出同門的廚師，現為愛默爾餐廳主廚，做菜時輕鬆自在，不時散發著高貴的氣質。與女友川琳雖然情投意合，但因為川琳家族的背景，兩人之間的感情路還有很多考驗。                                                         | 1-4,8-11,13-17,19      |
| 谷炫淳 （貴島功一朗） | 辜見賢              | 蓮見     | 日籍華裔，海洋企業的總裁，年輕便承接家族事業，精明幹練，工於算計、八面玲瓏、人前人後，並且利用他人創意的商人特色。對於婚姻上是認同企業連姻，寧可將可欣當成是情婦，也不會把可欣娶進門。                                 | 15-18,20               |
| 查馬克                | 查克                | 克也     | 原住民血統，直爽豪邁，講話時常讓人噴鼻爆笑，跟河馬、ERIC都是學廚藝的好朋友。 | 1-2,4-5,7,11-14,20     |
| 徐振偉                | B胖                 | 玄太     | 個性隨性，好好先生，是百吉超商的小開，每天送貨（新鮮蔬果）到Little Bear。時常在Little Bear出現、搭伙用餐，其實是因為喜歡小強，當Little Bear忙不過來時，也會被叫來幫忙。                                                | 1-5,7,9,13-14,16-20    |
| 百鋒                  | ERIC                |          | 高橋的首席助理弟子，在愛慕爾工作。一心想出頭，好勝也愛面子，常跟河馬競爭，但兩人同時也是好朋友。 | 1-2,4,7-11,13-14,16,20 |
| 費鎮華                | 常瑞文              | 藤原春彦 | 百惠的父親。公司董事長，美麗境界法式料理餐廳常客。 | 1                      |
| 羅北安                | 多風                |          | 是退休的廚藝武林高人。嚴肅、不苟言笑，十分低調。跟金刀是老交情，她有事會請他出手幫忙。 | 9-11,13-16,19-20       |
| 太保                  | 河馬爸              | 大地父   | 個性憨厚固執，一派父親的嚴謹，表達方式直接，說起話來也沒幾句好聽；堅持希望河馬能回家繼承小吃家業。 | 7-8,12-13              |
| 李黛玲                | 河馬媽              | 大地母   | 有身為媽媽的溫柔與無奈，雖然不理解河馬不繼承自家小吃店的原因，但還是寬容著期待著河馬的表現。 | 7-8,13                 |
| 吳中天                | 梁海濤              |          | 單親爸爸，一人撫養五個小孩。 | 11,13-14,16-17         |
| 馬念先                | 姚人聖              |          | 華盛金控集團總經理，哈佛大學經濟系畢業。 | 8-9                    |
| 龜爺                  | 龜爺                | 龜屋     | 菜市場裡的魚販，外表粗獷假裝大方，其實怕老婆又小氣。 | 2,4-7,10-11,14,16-20   |
| 林有方                | 豬肉彪              |          | 菜市場裡的豬肉販，偶爾兼差賣烤羊肉。 | 4,6,17,20              |
| 唐琪                  | 糖糖姐              | 佐藤     | 在菜市場裡的中藥行門口賣花，時常來Little Bear串門子，也是社區裡的廣播站，最多意見的聒噪媽媽。 | 1-2,4,6,20             |
| 蔡明修                | 蔡醫生              |          | 男56歲Little Bear的常客，總在 Little bear坐在同一個位置，喝咖啡。 | 2-4,6-7,11,17-20       |
| 丸子                  | 阿碧                |          | 百惠大學死黨。 | 1,3,6,9,14             |
| Gigi                  | 毛妹                |          | 百惠大學死黨。 | 1,6,9                  |
| 黃若白                | 陸父                |          | 陸川琳的父親。愛慕爾董事長。 | 1,8-9                  |
| 高浩原                | 任父                |          | 任可欣的父親。因外遇而離開妻女和南特森林餐廳。晚年得阿茲海默症，孤身一人。 | 7,19-20                |
| 唐志玲                | 任母                |          | 任可欣的母親。因丈夫跟自己的好友外遇離開，而常常幻聽幻覺，出了精神狀況。 | 3-5,7-9,11,15-20       |
| 胡煥珍                | 胡伯伯              |          | | 6-7                    |

### 特別客串
| 演員   | 角色     | 關係／暱稱                                                 | 集數 |
| 乾德門 |          | 美麗境界法式料理餐廳負責人。                               | 1    |
|        | 滷蛋叔   | 常家司機。                                                 | 1    |
| 陳珮騏 | 主持人   | 第一屆八斗子漁港海魚法式料理全國大賽主持人。               | 1    |
| 王美華 | 寶媽     | 第一屆八斗子漁港海魚法式料理全國大賽評審，擅長煲美味靚湯。 | 1    |
| 包偉銘 | 包偉銘   | 第一屆八斗子漁港海魚法式料理全國大賽評審，美食毒舌大師。   | 1    |
| 瞿友寧 | 巴士司機 |                                                            | 20   |

## 收視率

### 華視首播收視率
| 播映日期       | 集數     | 平均收視率 | 收視排名 | 備註                  |
| -------------- | -------- | ---------- | -------- | --------------------- |
| 2007年9月16日  | 1        | 1.67       | 3        |                       |
| 2007年9月23日  | 2        | 1.50       | 3        |                       |
| 2007年9月30日  | 3        | 1.81       | 3        |                       |
| 2007年10月7日  | 4        | 1.50       | 3        |                       |
| 2007年10月14日 | 5        | 1.69       | 3        | 即日起，改為22:10播出 |
| 2007年10月21日 | 6        | 1.77       | 2        |                       |
| 2007年10月28日 | 7        | 1.48       | 3        |                       |
| 2007年11月4日  | 8        | 1.46       | 3        |                       |
| 2007年11月11日 | 9        | 1.39       | 3        |                       |
| 2007年11月18日 | 10       | 1.35       | 3        |                       |
| 2007年11月25日 | 11       | 1.54       | 3        |                       |
| 2007年12月2日  | 12       | 1.63       | 3        |                       |
| 2007年12月9日  | 13       | 1.46       | 3        |                       |
| 2007年12月16日 | 14       | 1.46       | 3        |                       |
| 2007年12月23日 | 15       | 1.47       | 3        |                       |
| 2007年12月30日 | 16       | 1.28       | 3        |                       |
| 2008年1月6日   | 17       | 1.55       | 3        |                       |
| 2008年1月13日  | 18       | 1.37       | 3        |                       |
| 2008年1月20日  | 19       | 1.27       | 3        |                       |
| 2008年1月27日  | 20       | 1.42       | 3        | 完結篇                |
| 平均收視       | 平均收視 | 1.50       | -        | -                     |

- 同時段偶像劇：台視《櫻野三加一／鬥牛，要不要》、 中視《公主小妹／惡作劇2吻》、民視《黑糖瑪奇朵／愛情兩好三壞／原來我不帥》

## 音樂
- 配樂作曲、編曲：嘉莉錄音工坊

## 外部連結
- 官方网站－華視
- 官方网站－八大
- 互联网电影数据库（IMDb）上《美味關係》的资料（英文）
- 豆瓣电影上《美味關係》的資料 （简体中文）
- 时光网上《美味關係》的資料（简体中文）

## 作品的變遷
| 華視 週日劇場 每週日22:00 10月14日起，改為22:10播出 | 華視 週日劇場 每週日22:00 10月14日起，改為22:10播出 | 華視 週日劇場 每週日22:00 10月14日起，改為22:10播出 |
| --------------------------------------------------- | --------------------------------------------------- | --------------------------------------------------- |
|                                                     | 美味關係 （2007.09.16 - 2008.01.27）                |                                                     |
| 換換愛 （2007.06.03 - 2007.09.09）                  | 這裡發現愛 （2008.02.03 - 2008.05.18）              |                                                     |

| 八大綜合台 每週六21:00             | 八大綜合台 每週六21:00               | 八大綜合台 每週六21:00 |
| ---------------------------------- | ------------------------------------ | ---------------------- |
|                                    | 美味關係 （2007.09.22 - 2008.02.02） |                        |
| 換換愛 （2007.06.09 - 2007.09.15） | —                                    |                        |

| HiHD頻道 週一至週日 20:00 - 21:00 | HiHD頻道 週一至週日 20:00 - 21:00   | HiHD頻道 週一至週日 20:00 - 21:00 |
| --------------------------------- | ----------------------------------- | --------------------------------- |
|                                   | 美味關係 （2008.05.15 - 2008.06.15) |                                   |
| 頻道未開播                        | 孤戀花                              |                                   |

| 新加坡 星和都會台 每週六 19:00-21:00   | 新加坡 星和都會台 每週六 19:00-21:00    | 新加坡 星和都會台 每週六 19:00-21:00 |
| -------------------------------------- | --------------------------------------- | ------------------------------------ |
|                                        | 美味關係 （2007.12.22 - 2008.04.05）    |                                      |
| 放羊的星星 （2007.08.25 - 2007.12.15） | 鬥牛，要不要 (2008.04.12 - 2008.07.12） |                                      |